# Jeon Chae-Eun
Jeon Chae-Eun (25 de octubre de 1995) es una deportista surcoreana que compite en taekwondo. Ganó dos medallas en el Campeonato Asiático de Taekwondo, bronce en 2016 y plata en 2021.

## Palmarés internacional
| Campeonato Asiático | Campeonato Asiático | Campeonato Asiático | Campeonato Asiático |
| Año                 | Lugar               | Medalla             | Categoría           |
| ------------------- | ------------------- | ------------------- | ------------------- |
| 2016                | Pásay (Filipinas)   | Medalla de bronce   | –62 kg              |
| 2021                | Beirut (Líbano)     | Medalla de plata    | –62 kg              |